# Daells Varehus

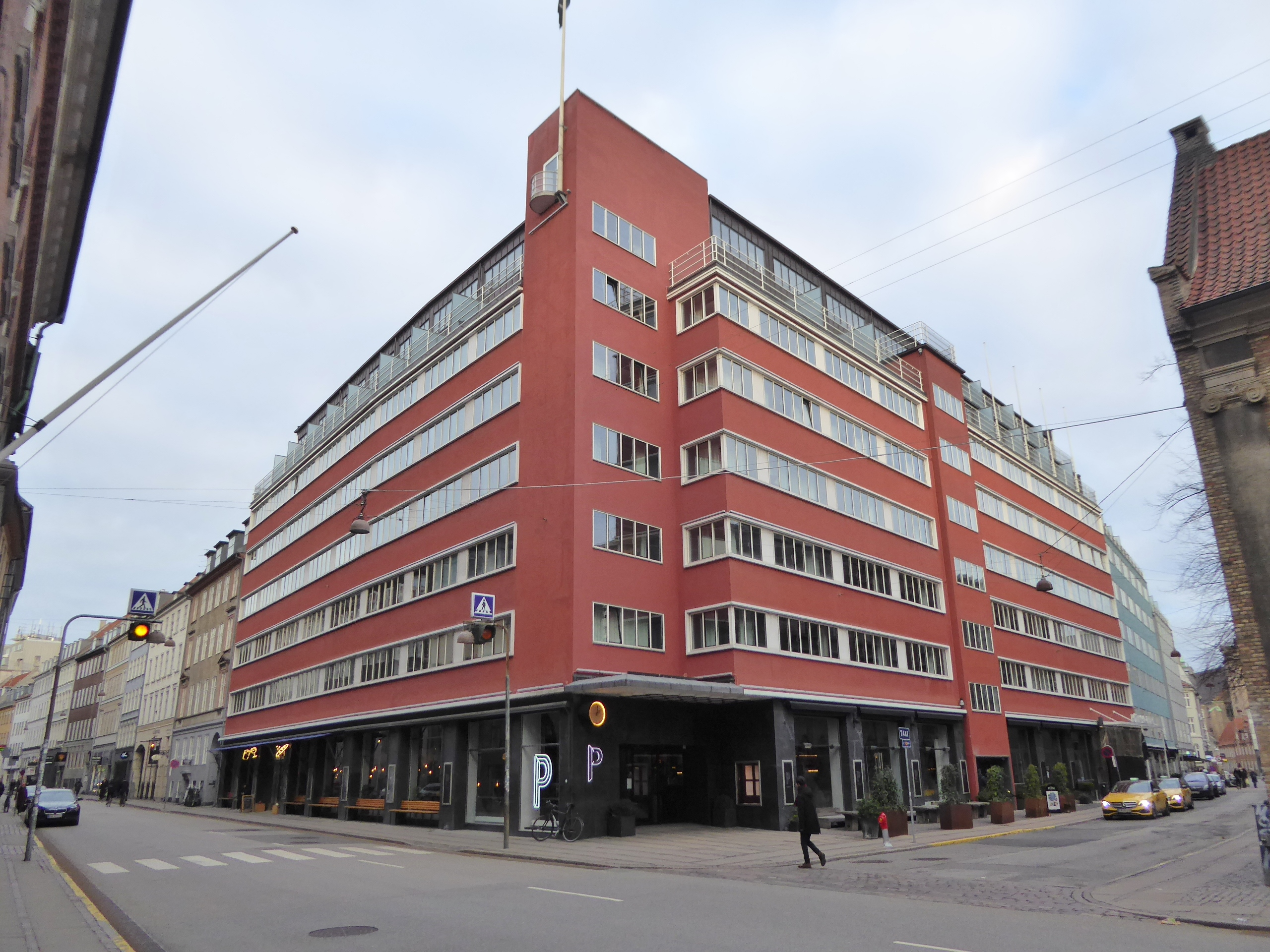
Het oude gebouw van Daells Varehus in Nørregade, waar nu Hotel Sankt Petri is gevestigd.

Daells Varehus - in de volksmond Dalle Valle genoemd - was een warenhuis aan de Nørregade in Indre By in Kopenhagen. Tussen januari 1985 en 31 augustus 1993 was er ook een vestiging aan de Ryesgade 18-20 in het centrum van Århus. Vanwege teruglopende verkopen besloten de eigenaren het bedrijf zonder faillissement te sluiten. Op woensdag 31 maart 1999 ging het warenhuis aan de Nørregade voor het laatst open. Het gebouw in Kopenhagen huisvest vanaf dan de Boulebar en Hotel Sankt Petri, dat een ingang heeft in Krystalgade.

## Geschiedenis

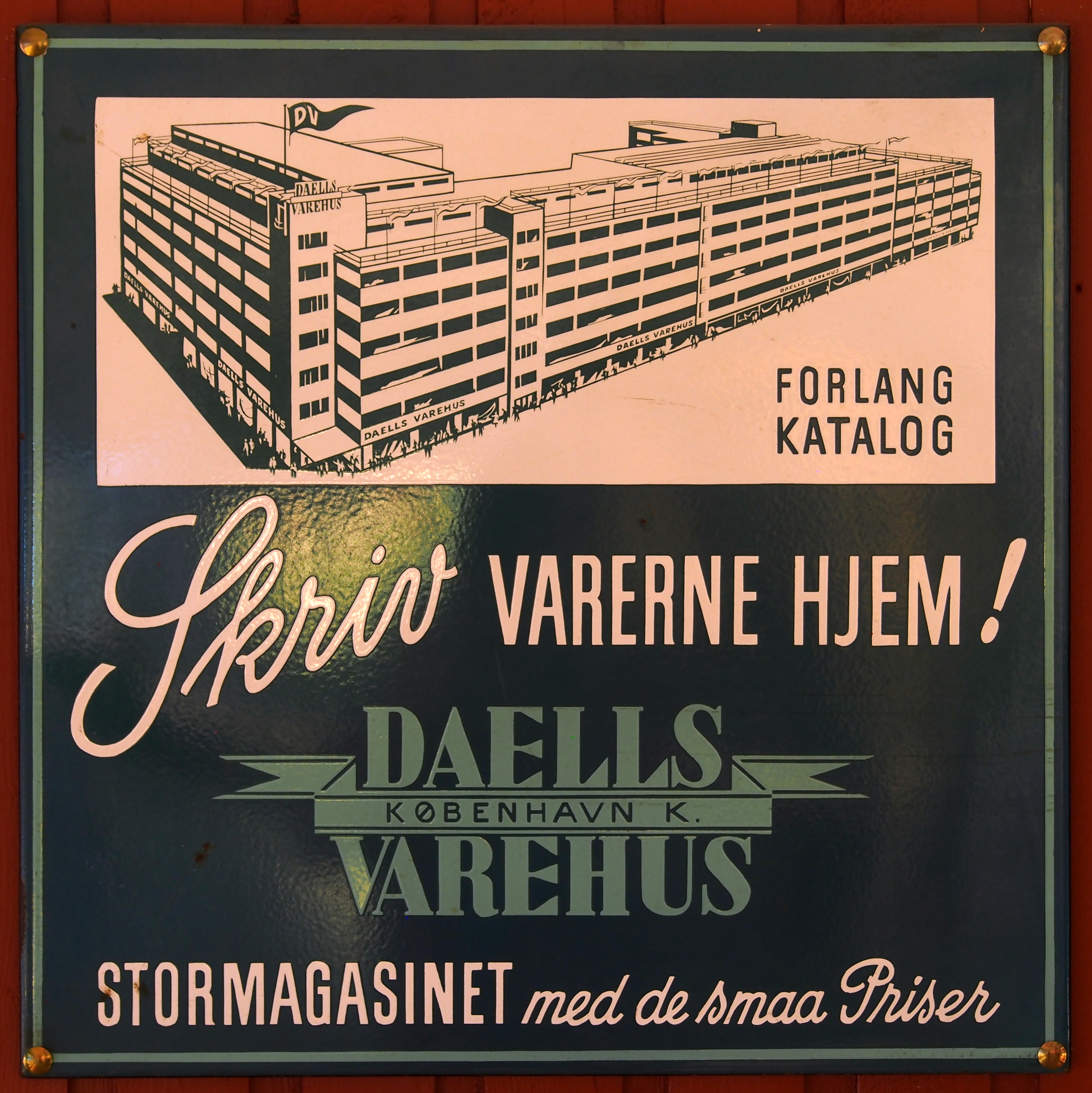
Emaille bord met reclame voor Daells Varehus.

Het bedrijf werd officieel opgericht als postorderbedrijf op 12 januari 1910 door de broers Christen en PM Daell, geboren in het dorp Humlum iets ten noorden van Struer. Maar al in 1906 waren de eerste 421 pakketten verzonden. 
In 1910 was het aantal pakketten dat verzonden werd al opgelopen naar 50.959. De eerste catalogus verscheen in 1911 en in 1912 opende de winkel aan de Nørregade. In 1924 begon het bedrijf de aangrenzende panden op te kopen en kreeg architect Vilhelm Lauritzen de opdracht om ze samen te voegen tot een geheel. Het karakteristieke gebouw in funkctionalistische stijl opende in 1933 zijn deuren. Het gebouw, dat 17.000 m² groot is, is anno 2023 een bescherm monument.
Het bedrijf was tot 1992 eigendom van de familie Daell, waarna het na een familievete werd verkocht aan PKA en pensioenfonds Kommunernes Pensionskasse .
De assortiment bestond uit goedkope producten en de postordercatalogus werd breed verspreid. De oude postordercatalogi worden nog steeds door filmmakers gebruikt om zich een beeld te vormen van hoe men zich in een bepaalde periode kleedde. In de jaren 1970 beleefde het  warenhuis zijn hoogtijdagen.
Tijdens de Tweede Wereldoorlog werden directeur Daell en zijn joodse secretaresse Ella Wassermann zwart gemaakt in de nazi-krant Kamptegnet, wat resulteerde in een smaadzaak. De schrijfster, Olga Eggers, die had geholpen met het uitdelen van folders aan zowel klanten als medewerkers van het warenhuis werd veroordeeld. Er volgden rellen, waardoor de klanten werden weggejaagd. Vervolgens werd Kamptegnet gesloten op aandringen van Werner Best en werd Olga Eggers het land uitgestuurd als tolk naar Duitsland.
Op 22 december 1986 pleegden drie overvallers, vermomd in werkkleding, van de Blekingegadebende een overval op het moment dat een bankmedewerker de kassaopbrengst van 7 miljoen Deense Kronen kwam ophalen. De overvallers gingen ervandoor met een buit van 5,5 miljoen Deens Kronen in een kinderwagen. Op weg naar buiten lieten de overvallers een van de tassen met anderhalf miljoen Deense Kronen vallen. De beveiligingsmanager van het warenhuis werd geslagen en met een schedelbasisfractuur in het ziekenhuis opgenomen. De overvallers lieten de kinderwagen achter op de Israels Plads en sprongen in een wachtende auto. De bank veranderde daarop zijn beveiligingsroutines.
Vanwege teruglopende verkopen en gebrek aan succes bij het vinden van nieuwe investeerders, werd besloten het warenhuis te sluiten voordat het faillissement uitbrak, en op 31 maart 1999 sloot Daells Varehus aan de Nørregade definitief de deuren.
Het gebouw op de hoek van Nørregade en Krystalgade huisvest tegenwoordig Hotel Sankt Petri. Voordat het hotel zijn intrek nam, is het interieur van het gebouw volledig gerenoveerd en is de gevel veranderd van lichtgeel naar de originele dieprode kleur. Het gebouw bevat ook een Vinoble-slijterij aan de Krystalgade, een Netto-supermarkt met ingang van Fiolstræde en een café met ingang van Krystalgade en Fiolstræde.
Tegenover de Nørregade was vroeger een meubelwinkel, maar het pand is in 2016 overgenomen door Boulebar met 16 overdekte petanquebanen.

## Daells Bolighus
Naast de oprichting van Daells Varehus in 1910 werd ook Daells Bolighus geopend. De woonwinkel met twee vestigingen bestaat anno 2023 nog steeds, maar is tegenwoordig eigendom van de Harald Nyborg-groep.